# Malta (materiál)

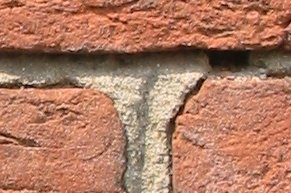
Malta spojující cihlové zdivo

Malta je kašovitá směs několika látek, která po čase ztuhne. Slouží ve stavebnictví jako spojovací materiál a omítková hmota. Skládá se z vody, písku, vápna a případně i cementu.

## Vápenná malta
Vápenná malta je směs hašeného vápna (Ca(OH)2) s vodou a pískem.
Užívá se ke stavbě a omítání zdí. Malta propojí části zdí cihly nebo jiné materiály, následně se navlhčená zeď pokryje několikacentimetrovou vrstvou malty, ta se nechá mírně oschnout a pak se dorovná „oříznutím“ pomocí latě.
V minulosti byl tento druh malty prakticky jediným druhem. Pomocí vápenné malty jsou postaveny prakticky všechny středověké stavby. Tajemství jejich trvanlivosti (vydržely bez většího poškození staletí, zatímco dnešní vápenná omítka vydrží jen desítky let) může podle některých názorů spočívat i v tehdejší technologii hašení vápna, kdy se vápno hasilo v jamách a v nich potom zrálo i několik let, nežli se použilo na výrobu malty. Dnes se prodává spíše hotové vápno hašené za sucha, které je méně kvalitní než vápno hašené za mokra.

### Nevýhody
Použití vápenné fasádní omítky vyžaduje oproti cementovým omítkám zkušeného zedníka s několikaletou praxí. Zedník, který nikdy neomítal fasádu z vápenné omítky, nemůže nahradit zedníka s mnohaletou praxí, který promne písek v prstech a hned ví, kolik je třeba dát přesně vápna. Učil se to celý život. Ví, že stačí dát vápna jen o trochu více - a do pěti let se omítka začne odlupovat, a nepomůže ani deset let vyhašené vápno. (Toto se u cementové omítky nestane – je mnohem méně náročná).
Vápenná malta se obvykle míchá v poměru 120–140 kg vápna (podle požadované pevnosti) na 1 m3 písku a 240 až 350 litrů vody.

Vápno z různých vápenek nemá stejnou kvalitu a mívá rozdílné vlastnosti. Záleží na kvalitě a vydatnosti použitého vápence. V praxi se pak stává, že maltou z vápna z jedné vápenky při určitém poměru se dobře omítá a malta z vápna z jiné vápenky při stejném poměru je jako voda s pískem a vyžaduje větší podíl vápna (tzv. jalové vápno).

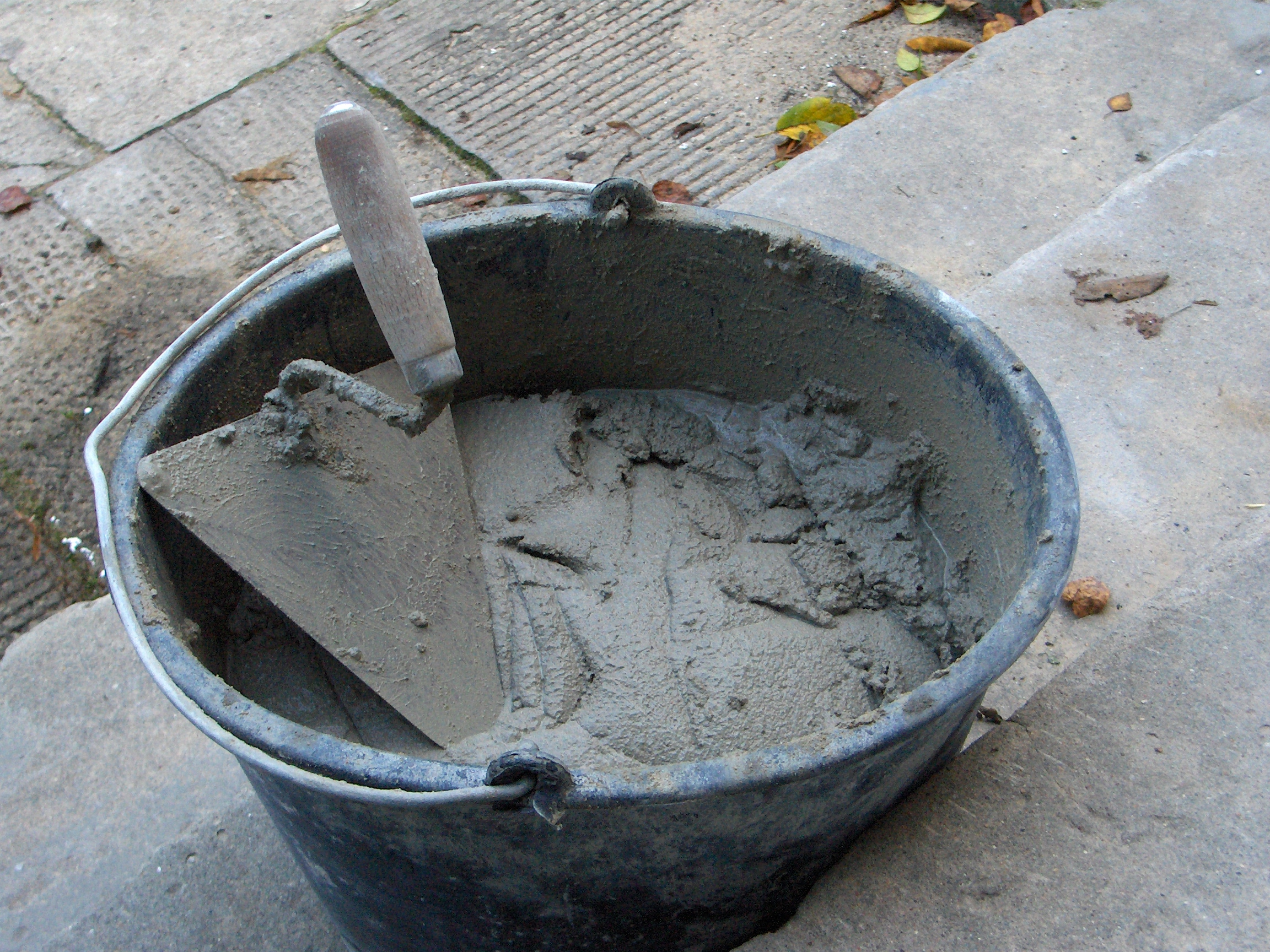
K rozprostírání malty se používá zednická lžíce

Pozor na bezpečnost práce! Na oči je vápno nebezpečná žíravina. Na pracovišti musí být vždy alespoň kbelík čisté vody. Pokud je zasažené oko hned vypláchnuto, nic se nestane. I zedníci s mnohaletou praxí přišli o oko, když tuto zásadu opomenuli. Neplatí to ale vždy. Vápno má nepříjemnou vlastnost, dokáže se pevně přilepit na oční víčka z vnitřní strany. V případě zasažení oka vápennou kaší, kdy je to pravděpodobné, je nutné postiženého po výplachu v nejkratším čase dopravit na pracoviště, kde mu vápno mechanicky z víčka odstraní a poté odešlou na oční oddělení (pokud není toto ošetření na očním přímo prováděno, což je ideální stav - ošetření je totiž dosti bolestivé a ne v každé nemocnici mají potřebné anestetické oční kapky, aby to bylo možno provést).

### Tuhnutí vápenné malty
Při tuhnutí hašeného vápna v maltě dochází k jeho reakci se vzdušným oxidem uhličitým za vzniku původního uhličitanu vápenatého CaCO3:
Ca(OH)2 + CO2 → CaCO3 + H2O

### Zajímavost
V 50. letech a začátkem 60. let došlo k velkému rozmachu stavebnictví a byla snaha odstranit sezonnost zednických prací, aby bylo možno pracovat celoročně. Vnitřní vápenné omítky v bytech se za chladného počasí dělaly tak, že se do každé místnosti dal velký ocelový koš, ve kterém se roztopilo dřevo, a pak se přidal koks. Ten pak dlouhé hodiny žhnul a vyhříval zavřenou místnost. A navíc dodal do ovzduší oxid uhličitý, který urychloval zrání vápenné malty. Časem však byla tato metoda opuštěna pro velkou ekonomickou nákladnost.

## Vápenno-cementová malta
Od konce 19. století se používá ve stavebnictví vápenno-cementová malta. Její další složkou je cement, který po vytuhnutí dává maltě lepší mechanické vlastnosti. Používá se na namáhané části zdiva a vyzdívání komínových těles. Cement obecně zlepšuje pevnost zdiva, ale na druhou stranu zhoršuje jeho prodyšnost. Existují dva druhy cementu: 32.5 a 42.5. Pro maltu a lehké betony je určen 32.5.
Vápenno-cementová malta se obvykle míchá dle váhového poměru 100–120 kg vápna a 50–120 kg cementu (podle požadované pevnosti) na 1 m3 kopaného písku a 240 až 350 litrů vody, přičemž vodu je třeba přidávat až nakonec podle požadované konzistence. Neměla by se opominout voda již obsažená v písku. Pro praktické účely míchání se odměřuje „na lopaty“. V zásadě platí, že na 3 lopaty písku připadne 1 lopata vápna a zhruba půl lopaty cementu. Tato malta ke zdění není náročná na druh použitého písku.

## Cementová malta
Cementová malta se obvykle míchá v poměru 250–450 kg cementu na 1 m3 písku a 240 až 350 litrů vody. Používá se na velmi namáhané zdivo, zejména cihelné.

## Betonová malta
Pro běžné použití se betonová malta míchá dle dostupnosti surovin a způsobu aplikace pojiva. Příprava vysoko-pevnostních betonů podléhá striktním regulacím. Při míchání se používá kamenivo, voda, písek a portlandský cement. Cokoli, co se přidává k čtyřem základním surovinám, se označuje jako doplňková složka cementu až do 5 % hmotnosti celé směsi. Za příklady doplňkové složky betonu lze označit práškové látky. Součástí betonu mohou být i předpjaté výstuže, betonová ocel nebo výstuže, které jsou rozptýlené ve směsi.